# Tadeusz Karlewicz
Tadeusz Karlewicz (ur. 14 marca 1893 w Poznaniu, zm. 19 kwietnia 1966 tamże) – kapitan piechoty Wojska Polskiego.

## Życiorys
Urodził się 14 marca 1893 roku w Poznaniu, w rodzinie Antoniego i Anny. Uczestniczył w powstaniu wielkopolskim z bronią w ręku. Od 9 stycznia 1919 roku jako dowódca plutonu pełnił służbę wartowniczą na lotnisku Ławica. Od 11 stycznia uczestniczył w walkach od Szubinem i Rynarzewem. Jako dowódca kompanii zdobył jeden samolot i pod Rynarzewem pociąg pancerny. Od 7 lutego 1919 roku służył w batalionie wągrowieckim, który później został I batalionem 4 Pułku Strzelców Wielkopolskich .
W 1920 roku został przeniesiony do 101 Rezerwowego Pułku Piechoty, który później został przemianowany na 3 Pułk Syberyjski, a w 1921 roku na 84 Pułk Piechoty. Jako dowódca 2. kompanii karabinów maszynowych brał udział w wojnie z bolszewikami.
Po zakończeniu wojny kontynuował zawodową służbę wojskową w 84 Pułku Piechoty w Pińsku. 3 maja 1922 roku został zweryfikowany w stopniu porucznika ze starszeństwem z dniem 1 czerwca 1919 roku i 589. lokatą w korpusie oficerów piechoty. 1 grudnia 1924 roku został mianowany kapitanem ze starszeństwem z dniem 15 sierpnia 1924 roku i 186. lokatą w korpusie oficerów piechoty. W lipcu 1929 roku został przeniesiony macierzyście do kadry oficerów piechoty z równoczesnym przydziałem do Powiatowej Komendy Uzupełnień Kałusz w celu odbycia praktyki poborowej, lecz w następnym miesiącu został oddany do dyspozycji dowódcy Okręgu Korpusu Nr VI, a z dniem 31 grudnia tego roku przeniesiony w stan spoczynku. Po zakończeniu służby wojskowej wrócił do rodzinnego miasta. 1 grudnia 1939 roku został osadzony w obozie przesiedleńczym w Poznaniu, a następnie wysiedlony do Generalnego Gubernatorstwa .
Zmarł 19 kwietnia 1966 roku. Został pochowany na cmentarzu Górczyńskim w Poznaniu.

## Ordery i odznaczenia
- Krzyż Niepodległości – 19 czerwca 1938 roku „za pracę w dziele odzyskania niepodległości”[15]
- Krzyż Walecznych[16]
- Wielkopolski Krzyż Powstańczy – 6 grudnia 1957 roku[1]